# Typhlodromus zaheri
Typhlodromus zaheri är en spindeldjursart som beskrevs av Denmark 1992. Typhlodromus zaheri ingår i släktet Typhlodromus och familjen Phytoseiidae. Inga underarter finns listade i Catalogue of Life.